# Vicente del Bosque
Vicente del Bosque González (pronunțat în spaniolă [bi'θeNte 'ðel 'βoske goN'θaleθ]; n. 23 decembrie 1950, Salamanca, Castilia și León, Spania) este un fost jucător de fotbal spaniol.

## Titluri

### Ca jucător
Real Madrid
- La Liga (5): 1974–1975, 1975–1976, 1977–1978, 1978–1979, 1979–1980
- Copa del Rey (4): 1973–1974, 1974–1975, 1979–1980, 1981–1982

### Antrenor
Real Madrid
- La Liga (2): 2000–2001, 2002–2003
- Supercopa de España (1): 2001
- Liga Campionilor UEFA (2): 1999–2000, 2001–2002
- Supercupa Europei (1): 2002
- Cupa Intercontinentală (1): 2002
- Copa Iberoamericana (1): 1994

Spania
- Campionatul Mondial de Fotbal (1): 2010
- Campionatul European de Fotbal (1): 2012

## Statistici

### Antrenorat
La 27 iunie 2016.
| Echipa      | Țara   | Început           | Sfârșit          | Rezultate | Rezultate | Rezultate | Rezultate | Rezultate | Rezultate | Rezultate | Rezultate |
| Echipa      | Țara   | Început           | Sfârșit          | G         | W         | D         | L         | GF        | GA        | GD        | Win %     |
| ----------- | ------ | ----------------- | ---------------- | --------- | --------- | --------- | --------- | --------- | --------- | --------- | --------- |
| Castilla    | Spania | 11 iunie 1987     | 25 iunie 1990    | 114       | 42        | 31        | 41        | 144       | 145       | −1        | 36,84     |
| Real Madrid | Spania | 7 martie 1994     | 30 iunie 1994    | 11        | 5         | 1         | 5         | 23        | 22        | +1        | 45,45     |
| Real Madrid | Spania | 21 ianuarie 1996  | 24 ianuarie 1996 | 1         | 1         | 0         | 0         | 5         | 0         | +5        | 1000      |
| Real Madrid | Spania | 17 noiembrie 1999 | 23 iunie 2003    | 233       | 127       | 56        | 50        | 461       | 267       | +194      | 54,51     |
| Beșiktaș    | Turcia | 8 iunie 2004      | 27 ianuarie 2005 | 17        | 8         | 5         | 4         | 40        | 25        | +15       | 47,06     |
| Spania      | Spania | 1 iulie 2008      | 30 iunie 2016    | 114       | 87        | 10        | 17        | 254       | 79        | +175      | 76,32     |
| Total       | Total  | Total             | Total            | 470       | 259       | 99        | 112       | 927       | 538       | +389      | 55,11     |